# Destination Films
Destination Films – amerykańska wytwórnia filmowa, oddział Sony Pictures Entertainment. Specjalizuje się obecnie w filmach akcji, thrillerach, horrorach i innych filmach z niższej i średniej półki.

## Historia
Oryginalne Destination Films zostało założone w 1998 roku przez Brenta Bauma i Steve'a Stablera. Firma zawarła kontrakt z Sony Pictures Home Entertainment na dystrybucję swoich filmów, w tym m.in. Thomas i magiczna kolejka. Firma została zamknięta w lutym 2001 roku po tym, jak nie spełniła oczekiwań finansowych. Biblioteka firmy i wydania w trakcie produkcji, takie jak m.in. Powiedz tak i Luzacy, zostały sprzedane firmie Sony Pictures w celu dystrybucji.
W 2002 roku Destination Films wznowiło swoją działalność jako oddział Columbia TriStar Home Entertainment, natomiast film anime Metropolis miał zostać dystrybuowany po raz pierwszy, chociaż film Swiri miał zostać wypuszczony kilka tygodni wcześniej. Wiele filmów wypuszczonych w ramach rozrywki domowej w ramach Destination Films otrzymałoby wcześniej niewielką premierę kinową od innych działów Sony Pictures, takich jak m.in. TriStar Pictures i Screen Gems, lub od dystrybutorów zewnętrznych, w tym m.in. Samuel Goldwyn Films. W 2007 roku firma Sony Pictures Worldwide Acquisitions przejęła i wypuściła kilka wydań pod wytwórnią Destination Films, w tym m.in. Blood: The Last Vampire, Black Dynamite i Harry Brown.